# デ・ハビランド ドン
デ・ハビランド ドン
1937年、飛行中のDH.93の試作機
- 用途：連絡機
- 製造者：デ・ハビランド・エアクラフト
- 運用者：イギリス空軍
- 初飛行：1937年6月18日
- 生産数：30機（別に未組み立て分20機）
- 運用開始：1938年
- 退役：1940年

デ・ハビランド DH.93 ドン（de Havilland DH.93 Don）は、ハットフィールド飛行場にあるデ・ハビランド・エアクラフト社で製造された1930年代の英国の3座の多用途練習機である。

## 設計と開発
「ドン」は英航空省要求仕様 T.6/26の多用途練習機に応じて設計された単発の木製応力外皮構造の単葉機であった。DH.93 ドンは操縦士、無線士と銃手訓練のための練習機として計画され、射撃訓練用に胴体背面の銃塔の搭載が要求された。

## 運用の歴史
試作機（シリアル・ナンバー L2387）は1937年6月18日に初飛行を行い、公式評価試験のためにマートルシャム・ヒース英空軍基地へ移送された。試験中に機器が追加され重量が増加したためにこれを軽減するために背面銃塔が撤去された。この機体には垂直尾翼の下に小さな補助のフィンが追加されるという改良も施された。
この変更は5機目から取り入れられたにもかかわらず、このタイプは訓練には向かないと判断され当初の250機の発注は僅か50機に削減され、このうちの20機はエンジン無しの機体のみの状態で地上訓練用に納入された。残りは1939年初めまで英空軍第24飛行隊や英国中の多くの基地間飛行隊（Station Flights）に連絡機として就役したが、戦争が始まると全機が訓練用機材にするために飛行停止となった。

## 運用
イギリス
- 英国空軍
  - 英空軍第24飛行隊

## 要目
- 乗員：3名
- 全長：11.38 m (37 ft 4 in)
- 全幅：14.48 m (47 ft 6 in)
- 全高：2.87 m (9 ft 5 in)
- 翼面積：28.24 m² (304 ft²)
- 空虚重量：2,291 kg (5,050 lb)
- 最大離陸重量：3,112 kg (6,860 lb)
- エンジン：デ・ハビランド ジプシー・キング 空冷エンジン、525 hp (391 kw)
- 最大速度：304 km/h (189 mph)
- 航続距離：1,432 km (890 mi)
- 巡航高度：7,100 m (23,300 ft)